# Mimi & Grigris
Mimi & Grigris (originaltitel: Grigris) är en fransk-tchadisk dramafilm från 2013 i regi av Mahamat-Saleh Haroun, med Soulémane Démé, Mariam Monory, Cyril Guei och Marius Yelolo i rollerna. Den handlar om en 25-årig man med ett förlamat ben som drömmer om att bli dansare, och börjar arbeta för ett gäng bensinsmugglare. Filmen produceras genom franska Pili Films med samproduktionsstöd från tchadiska Goï Goï Productions. Den fick även stöd från Canal+, Ciné+, TV5 Monde, Canal Horizons och CNC. Inspelningen startade 29 oktober 2012.